# 단위계
단위계(單位系, system of measurement)는 서로 연관성이 있는 측정 단위과 규칙의 모임이다. 단위계는 역사적으로 중요한 것으로 간주되어 왔으며 과학과 상업용으로 규제되고 정의되어왔다. 사용되는 단위계로는 국제 단위계(International System of Units, SI), 현대 형태의 미터법, 영국과 미국에서 쓰이는 영미 단위계가 있다.

## 자연 단위
- 기하학 단위계
- 플랑크 단위계
- 스토니 단위계
- 슈뢰딩거 단위계
- 원자 단위계

## 같이 보기
- 단위 변환